# Gwinea Bissau na Mistrzostwach Świata w Lekkoatletyce 2019
Gwinea Bissau na Mistrzostwach Świata w Lekkoatletyce 2019 – reprezentacja Gwinei Bissau podczas mistrzostw świata w Doha liczyła tylko jednego zawodnika.

## Skład reprezentacji

### Mężczyźni
| Zawodnik           | Konkurencja    | Eliminacje | Eliminacje | Półfinał | Półfinał | Finał | Finał   | Źródło |
| Zawodnik           | Konkurencja    | Wynik      | Pozycja    | Wynik    | Pozycja  | Wynik | Pozycja | Źródło |
| ------------------ | -------------- | ---------- | ---------- | -------- | -------- | ----- | ------- | ------ |
| Braima Suncar Dabó | bieg na 5000 m | 18:10,87   | 35.        | —        | —        | NQ    | NQ      | [ 1 ]  |